# Wolfram Dorn (Politiker)

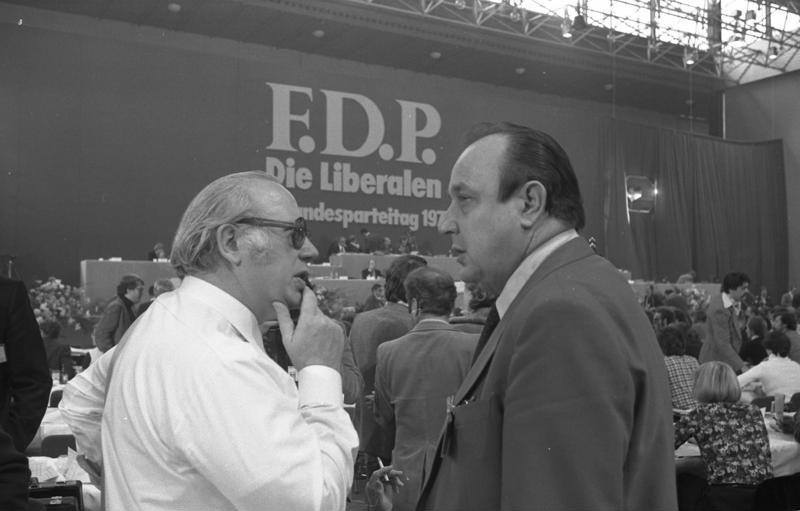
Dorn mit Genscher 1977

Wolfram Dorn (* 18. Juli 1924 in Altena; † 17. Juni 2014 in Halver) war ein deutscher Politiker (FDP) und Schriftsteller. Er war von 1969 bis 1972 Parlamentarischer Staatssekretär beim Bundesminister des Innern.

## Leben und Beruf
Nach dem Besuch der Volks- und Rektoratsschule besuchte Dorn eine Landwirtschaftsschule in Letmathe. Er war HJ-Führer gewesen, beantragte am 22. April 1942 die Aufnahme in die NSDAP und wurde zum 1. September desselben Jahres aufgenommen (Mitgliedsnummer 9.320.655). Dorn war dem Reichskolonialbund beigetreten und bereitete sich auf eine landwirtschaftliche Tätigkeit in Kamerun vor, das nach NS-Plänen wieder deutsche Kolonie werden sollte. Zum 1. Oktober 1942 schloss er sich der Waffen-SS an und nahm am Zweiten Weltkrieg teil. 1944 geriet er in britische Kriegsgefangenschaft, aus der er 1946 entlassen wurde.
Nach der Entlassung aus der Kriegsgefangenschaft begann Dorn eine Ausbildung zum Industriekaufmann mit anschließender Verwaltungsprüfung für den Öffentlichen Dienst. Ab 1949 war er zunächst Verwaltungsangestellter und dann Geschäftsführer bei der FDP. Von 1962 bis 1969 war er Direktor des Deutschen Architekten- und Ingenieurverbandes sowie Chefredakteur der Deutschen Architekten- und Ingenieurzeitschrift. Von 1973 bis 1977 war er Verlagsleiter der Zeitschrift liberal. Nachdem er zwischenzeitlich als freier Schriftsteller tätig gewesen war, übernahm Dorn 1981/82 den stellvertretenden Vorstandsvorsitz des Forschungs- und Beratungsinstituts DATUM.
Von 1982 bis 1985 war Dorn Direktor der Westdeutschen Landesbank – Girozentrale. Seit 1985 war er als freischaffender Schriftsteller tätig. Auf dem neunten Schriftstellerkongress des Verbandes deutscher Schriftsteller (VS), heute in ver.di, in Frankfurt am Main (8. bis 10. September 1989) wurde er in den Bundesvorstand gewählt; 1991 wurde er stellvertretender Bundesvorsitzender des Verbandes, aus dem er 2005 austrat.

## Partei
Dorn trat 1948 der FDP bei. In den 1950er und 1960er Jahren war er Kreis- und Bezirksvorsitzender seiner Partei in Bonn bzw. Altena-Lüdenscheid. 1953/54 und 1960–1962 war er Mitglied im Landesvorstand der FDP in Nordrhein-Westfalen. 1970 wurde er für eine Amtsperiode (bis 1972) zum stellvertretenden Landesvorsitzenden der FDP in NRW gewählt. 1970–1972 war er Mitglied im FDP-Bundesvorstand.

## Abgeordneter
Dorn gehörte von 1951 bis 1965 dem Stadtrat von Werdohl an. Von 1962 bis 1968 war er zudem Kreistagsabgeordneter im Kreis Altena. Von 1954 bis 1961, von 1975 bis 1980 sowie von 1985 bis 1995 gehörte er dem Landtag von Nordrhein-Westfalen an.
Von 1961 bis 1972 war er Mitglied des Deutschen Bundestages. Hier war er von 1962 bis 1968 Vorsitzender des FDP-Fraktionsarbeitskreises Innenpolitik und von 1968 bis 1969 stellvertretender Vorsitzender der FDP-Bundestagsfraktion.
Dorn ist stets über die Landesliste Nordrhein-Westfalen in den Bundestag eingezogen.
Unterlagen über Dorns Tätigkeit für die FDP und im Deutschen Bundestag liegen im Archiv des Liberalismus der Friedrich-Naumann-Stiftung für die Freiheit in Gummersbach.

## Öffentliche Ämter
Von 1953 bis 1955 war Dorn Bürgermeister von Werdohl.
Am 22. Oktober 1969 wurde Dorn als Parlamentarischer Staatssekretär beim Bundesminister des Innern in die von Bundeskanzler Willy Brandt geführte Bundesregierung berufen.
Im Sommer 1972 geriet Dorn wegen eines Beratervertrages mit dem Heinrich Bauer Verlag durch eine Veröffentlichung im Magazin Der Spiegel in öffentliche Kritik und trat deshalb am 31. August 1972 von seinem Amt zurück. 1974 stellte sich jedoch nach Abschluss mehrerer Zivilprozesse und einem eingestellten Ermittlungsverfahren seine Schuldlosigkeit heraus.

## Auszeichnungen
- 1965 Goldene Ehrennadel und Ehrenplakette des Verbandes der Heimkehrer und Kriegsgefangenen
- 1967 Goldene Ehrennadel des Liberalen Studentenbundes Deutschlands
- 1969 Goldener Ehrenring des Landkreises Altena
- 1969 Erster Bundespreis "Goldener Zirkel" der Vereinigung freischaffender Architekten
- 1971 Große Ehrenplakette für besondere humanitäre Hilfeleistung des Staates Tunesien
- 1971 Großes Goldenes Ehrenzeichen mit dem Stern für Verdienste um die Republik Österreich[7]
- 1972 Ehrenplakette der Universität Hiroshima
- 1972 Ehrenmedaille der Stadt Hiroshima
- 1972 Goldene Ehrennadel und somit Ehrenmitgliedschaft im japanischen Parlament verliehen durch Naka Funada. Zuvor und danach bisher nicht wieder an einen Nicht-Japaner gegebene Auszeichnung.[8]
- 1976 Der Zöger der Stadt Altena für literarisches Engagement
- 1979 Bundesverdienstkreuz 1. Klasse des Verdienstordens der Bundesrepublik Deutschland
- 1985 Großes Verdienstkreuz des Verdienstordens der Bundesrepublik Deutschland
- 1995 Großes Verdienstkreuz mit Stern des Verdienstordens der Bundesrepublik Deutschland

## Kabinette
- Kabinett Brandt I